# Mororejo (Mlonggo)
Mororejo is een bestuurslaag in het regentschap Jepara van de provincie Midden-Java, Indonesië. Mororejo telt 976 inwoners (volkstelling 2010).